# Genghis Hills
Le Genghis Hills sono un gruppo di colline che si innalzano fino a 1.305 m, a sud del Fuchs Dome e 4 miglia nautiche (7 km) a ovest del   Bastione di Stephenson, nella Catena di Shackleton, nella Terra di Coats in Antartide.
Nel 1967 fu effettuata una ricognizione aerofotografica da parte degli aerei della U.S. Navy. Un'ispezione al suolo fu condotta dalla British Antarctic Survey (BAS) nel periodo 1968-71.
L'attuale denominazione fu assegnata nel 1971 dal Comitato britannico per i toponimi antartici (UK-APC), in onore di Graham K. ("Genghis") Wright, assistente generale della BAS presso la Stazione Halley nel periodo 1968-71, e che aveva preso parte all'esplorazione nel 1969-70.